# Кавкаски орао
Кавкаски орао је у грчкој митологији био аутоматон, творевина бога Хефеста. Према неким изворима, овај орао се звао Етон.

## Митологија
Кавкаског орла је наручио Зевс како би казнио титана Прометеја, везаног на врху Кавказа. То је била џиновска птица која је изједала јетру титана, која је увек након тога зацељивала, а као казну зато што је боговима украо ватру и дао је људима. Овај орао је или био дело Хефеста или је припадао леглу чудовишта које је имала Ехидна, а коме су припадали и Немејски лав и Хидра. У том случају, отац орла је био Тифон. Према Хигину, овог орла су изродили Тартар и Геја. Када је Херакле кренуо да ослободи Прометеја његових окова, устрелио је орла и он је пренесен у сазвежђе Орла, а међу звезде су пренесени и стрела којом је погођен, као и титан.